# Hahnbach

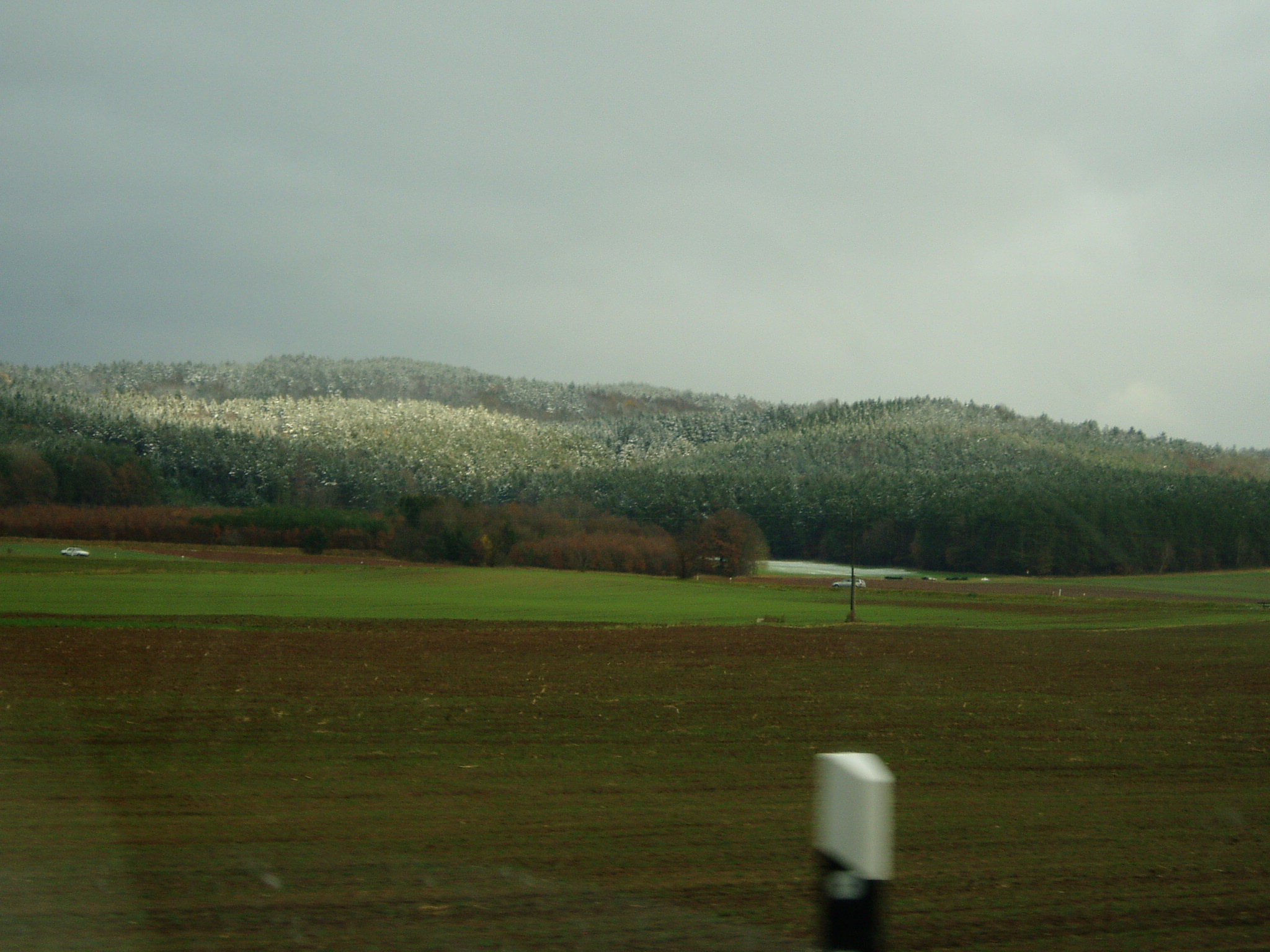

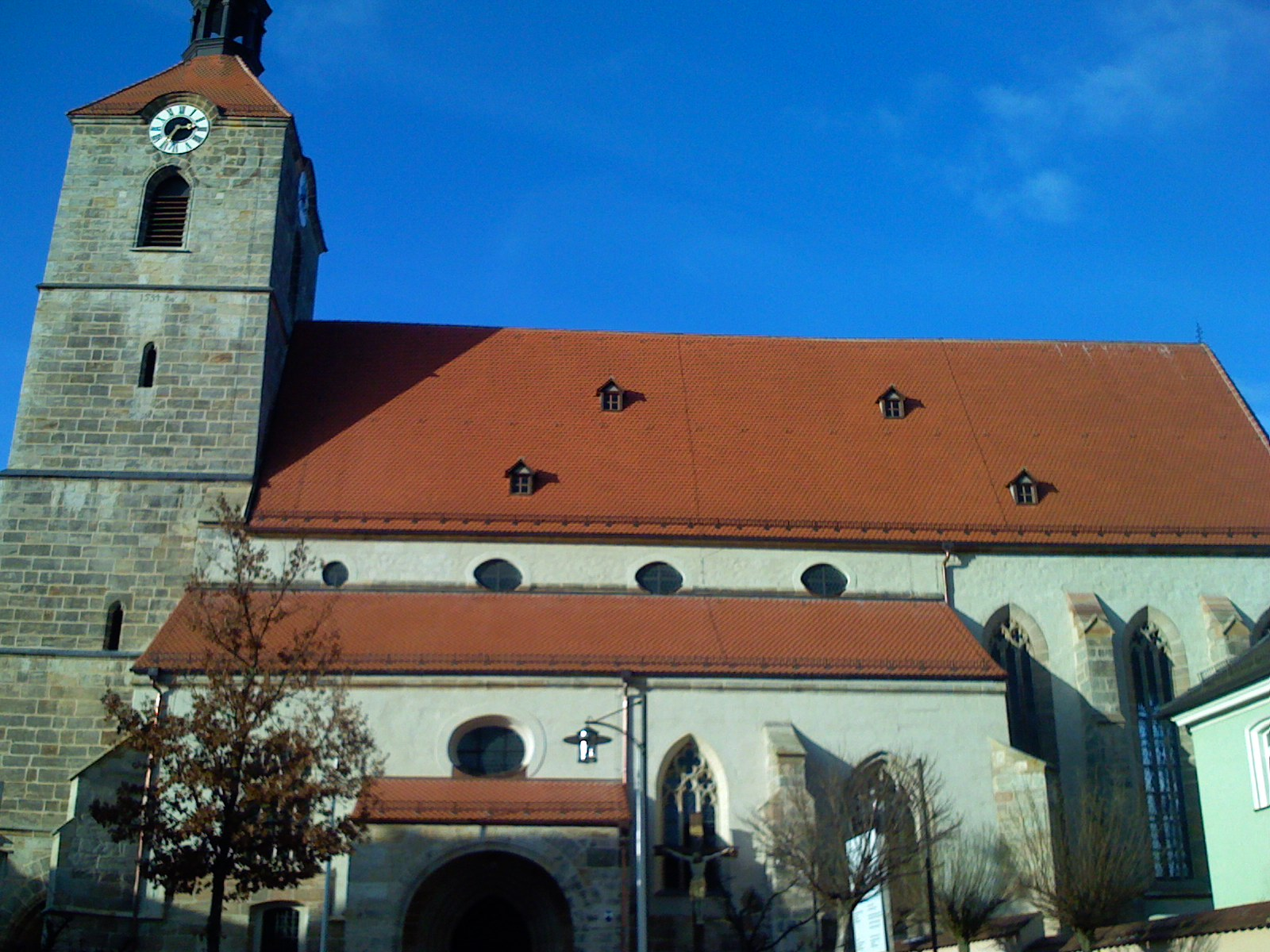

Hahnbach là một đô thị ở huyện Amberg-Sulzbach bang Bayern nước Đức. Đô thị Hahnbach có diện tích 67,41 km², dân số thời điểm ngày 31 tháng 12 năm 2006 là 5091 người. Các khu phố quan trọng có: Fronbergsiedlung, Friedhofsiedlung, Süd 3, Markt.